# Melilotus sulcatus
Melilotus sulcatus, el meliloto fruncido o meliloto dulce mediterráneo, es una especie del género Melilotus, perteneciente a la familia de las leguminosas Fabaceae o Papilionaceae.
Se la halla distribuida en Europa meridional, hierba anual entre 1 a 4 dm de altura. Sus hojas son acanaladas. Flores muy pequeñas; 3-5 mm de largo, florece en el hemisferio boreal de junio a agosto. Vainas de 3-3,5 mm de largo.